# ناحیه فانزه
ناحیه فانزه (به لاتین: Fengze District) یک منطقهٔ مسکونی در چین است که در کوانژو واقع شده‌است. ناحیه فانزه ۱۲۶٫۵ کیلومتر مربع مساحت و ۴۵۸٬۰۰۰ نفر جمعیت دارد.